# 드래건 게이트
드래건 게이트(DRAGON GATE)는 효고현 고베시에 본거지를 둔 일본의 프로레슬링 단체이다.